# Radscha Nikula
Radscha Nikula (englisch: Raja Nicola Eissa Abdel-Masih, arabisch: رجاء نيقولا عيسى عبد المسيح) (geb. in Omdurman) ist ein ziviles Mitglied des Souveränen Rats, des kollektiven Übergangsstaatsoberhaupts des Sudan.
Nikula ist zusammen mit ihrer Ratskollegin Aischa Musa as-Said eine der ersten beiden Frauen in der modernen sudanesischen Geschichte, die eine Bundesministerin war, und sie ist auch die erste Christin (als Angehörige der koptischen Minderheit im Sudan), die ein solch hohes politisches Amt im Land innehat. Als Richterin ist sie insbesondere für das Rechtssystem im Sudan zuständig.

## Ausbildung
Nikula wurde in Omdurman geboren und schloss 1980 ihr Studium mit einem Bachelor of Laws an der Universität Kairo ab.

## Karriere
Als ausgebildete Anwältin fungierte Nicola auch als Richterin. Von 1982 bis zu ihrer Ernennung in den Souveränen Rat im Jahre 2019 arbeitete sie im sudanesischen Justizministerium.

## Referenzen
1. ↑   Al-Burhan bildet den Souveränen Rat des Sudan In: Sudan Tribune, 21. August 2019 (arabisch).
2. 1 2   Sudan's new rulers promise 'justice' for civilian deaths and economic growth In: Middle East Eye, 22. August 2019. Abgerufen am 24. August 2019 (englisch).
3. ↑  Raja Nicola meets delegation of Civil Registry Directorate. In: www.suna-sd.net. Abgerufen am 23. Juni 2021 (arabisch).
4. 1 2  First time in Sudan: Christian woman at the top. In: Women Economic Empowerment Portal. 21. August 2019, abgerufen am 23. August 2019 (englisch).
5. ↑  Rainer Grote, Tilmann J. Röder: Constitutionalism, Human Rights, and Islam after the Arab Spring. OUP, 2016, ISBN 978-0-19-062764-5 (englisch, google.com [abgerufen am 21. August 2019]).

| Personendaten    | Personendaten            |
| ---------------- | ------------------------ |
| NAME             | Nikula, Radscha          |
| KURZBESCHREIBUNG | sudanesische Politikerin |
| GEBURTSDATUM     | 20. Jahrhundert          |
| GEBURTSORT       | Omdurman                 |